# Kanton Les Pennes-Mirabeau
Kanton Les Pennes-Mirabeau is een voormalig kanton van het Franse departement Bouches-du-Rhône. Het kanton maakte deel uit van het arrondissement Aix-en-Provence. Het werd opgeheven bij decreet van 27 februari 2014, met uitwerking op 22 maart 2015.

## Gemeenten
Het kanton Les Pennes-Mirabeau omvatte de volgende gemeenten:
- Cabriès
- Les Pennes-Mirabeau (hoofdplaats)
- Septèmes-les-Vallons